# Darbya
Darbya é um gênero de gastrópodes pertencente à família Borsoniidae.

## Espécies
- Darbya lira Bartsch, 1934